# Michael Benton
Pour les articles homonymes, voir Benton.
Michael James Benton (né le 9 avril 1956 à Aberdeen, en Écosse) est un membre de la Royal Society of Edinburgh et professeur de paléontologie des vertébrés au département des sciences de la Terre de l'Université de Bristol. Son travail a porté principalement sur l'évolution des reptiles du Trias, mais il a également travaillé sur les événements à l'origine de l'extinction et des changements de faunes dans les gisements de fossiles. Son travail paraît dans le New Scientist.
Il est l'auteur de plusieurs livres de paléontologie (par exemple Vertebrate Palaeontology -Paléontologie des vertébrés-) et de livres pour enfants. Il est également conseiller pour les productions de nombreux médias, comme la BBC avec Sur la terre des dinosaures. Ses centres de recherche comprennent: la diversification de la vie, la qualité de conservation des fossiles, les formes de phylogénies, la congruence âge-clade, les extinctions de masse, l'évolution de l'écosystème du Trias, la phylogénie des Diapsida primitifs, les archosauriens primitifs, et l'origine des dinosaures.

## Publications scientifiques

### Articles
- (en) Sahney, S., Benton, M.J. and Paul Ferry 2010. "Links between global taxonomic diversity, ecological diversity and the expansion of vertebrates on land." Biology Letters.
- (en) Benton, J. 2009. "The Red Queen and the Court Jester: species diversity and the role of biotic and abiotic factors through time." Science 323, 728-732.
- (en) Lloyd, G. T., Davis, K. E., Pisani, D., Tarver, J. E., Ruta, M., Sakamoto, M., Hone, D. W. E., Jennings, R., and *Benton, M. J. 2008. "Dinosaurs and the Cretaceous Terrestrial Revolution." Proceedings of the Royal Society, Series B 275, 2483-2490.
- (en) Sahney, S. and Benton, M.J., 2008. "Recovery from the most profound mass extinction of all time". Proceedings of the Royal Society, Series B 275, 759-765.v
- (en) Benton, M. J. and Emerson, B. C. 2007. "How did life become so diverse? The dynamics of diversification according to the fossil record and molecular phylogenetics". Palaeontology 50: 23-40.
- (en) Benton, M.J. and Donoghue, P.C.J. 2007. "Palaeontological evidence to date the tree of life". Molecular Biology and Evolution 24, 26-53.
- (en) Michael J. Benton, « Stems, nodes, crown clades, and rank-free lists: is Linnaeus dead? », Biological Reviews, vol. 75, no 4,‎ novembre 2000, p. 633–648 (ISSN 1464-7931, DOI 10.1111/j.1469-185X.2000.tb00055.x).

### Livres

#### 2015
- Michael J. Benton, Vertebrate Palaeontology, Fourth edition, Wiley Blackwell  (ISBN 978-1-118-40755-4)

#### 2005
- Mesozoic and Tertiary fossil mammals and birds of Great Britain, M. J. Benton, L. Cook, D. Schreve, A Currant, and J. J. Hooker
- Vertebrate palaeontology (Third edition) by M. J. Benton

#### 2003
- When life nearly died: the greatest mass extinction of all time by M. J. Benton

#### 2002
- Permian and Triassic red beds and the Penarth Group of Great Britain by M. J. Benton, E. Cook, and P. J. Turner

#### 2000
- The age of dinosaurs in Russia and Mongolia, edited by M. J. Benton, D. M. Unwin, M. A. Shishkin, and E. N. Kurochkin
- Walking with dinosaurs: the facts by M. J. Benton

#### 1997
- Basic palaeontology by M. J. Benton and D. A. T. Harper
- Vertebrate palaeontology (Second edition) by M. J. Benton

#### 1996
- The Penguin historical atlas of the dinosaurs by M. J. Benton
- The Viking atlas of evolution by R. Osborne and M. J. Benton

#### 1995
- Fossil reptiles of Great Britain by M. J. Benton and P. S. Spencer

#### 1993
- The fossil record 2 edited by M. J. Benton

#### 1991
- The rise of the mammals by M. J. Benton
- The reign of the reptiles by M. J. Benton

#### 1990
- On the trail of the dinosaurs by M. J. Benton
- Vertebrate palaeontology by M. J. Benton

#### 1989
- Prehistoric Animals by M. J. Benton

#### 1988
- The phylogeny and classification of the tetrapods, Volumes 1 and 2 edited by M. J. Benton

### Chapitres dans des livres
- Michael Benton, « Paleontology and the History of Life », dans Michael Ruse & Joseph Travis, Evolution: The First Four Billion Years, Cambridge, Massachusetts, The Belknap Press of Harvard University Press, 2009 (ISBN 978-0-674-03175-3), p. 80–104